# Национална библиотека „Ахмет Зеки Велиди“
Националната библиотека на Република Башкортостан „Ахмет Заки Валиди“ (на башкирски: Әхмәтзәки Вәлиди исемендәге милли китапхана) се намира на ул. „Ленин“ в Уфа, Русия. Основана е през 1936 г.

## История
Библиотеката е открита на 9 юни 1921 г. като Централна научна библиотека на БАССР. Колекцията ѝ се състои от около 17 600 книги. През 1925 г. библиотеката става известна като Държавна научна библиотека на БАССР. През 1933 г. тя е разширена чрез сливане с Централната мюсюлманска библиотека, а през 1936 г. към нея се включва Централната масова библиотека „Максим Горки“; разширената библиотека започва да се нарича Републиканска библиотека на БАССР. През 1960 г. библиотеката е кръстена на Надежда Крупская. През 1988 г. републиканските детско-юношески библиотеки стават филиали на Републиканската библиотека в Уфа. През 1992 г. тя отново е преименувана на Национална библиотека на Република Башкортостан „Ахмет Заки Валиди“ .

## Библиотека днес
Библиотеката включва 27 отдела и 2 сектора, които са разположени в 4 сгради.
Колекцията ѝ включва повече от 3,3 милиона публикации в различни области на знанието. Освен съвременни издания библиотеката разполага и със старинни и ръкописни книги. Има абонамент за до 600 заглавия на списания и вестници.
Библиотеката се занимава и с образователна дейност: редовно организира изложби на различни теми, включително гостуващи.